# Invertebrados marinhos
Os seguintes invertebrados são Invertebrados marinhos
- Annelida (Poliquetos), atualmente também englobam os Pogonophora e Vestimentifera
- †Archaeocyatha
- Braquiópodes
- Briozários
- Quetognatos
- †Sclerotoma
- Anfioxos
- Cnidaria, como as Águas-vivas, Anêmonas-do-mar e Corais
- †Conulariida
- †Conodonta, às vezes considerados como um filo à parte dos vertebrados
- Crustacea, como as Lagostas, Caranguejos, Camarões, Cracas, o Bernardo-eremita, Tamarutaca, Pulgas-do-mar, Copépodes
- Ctenóforos, também conhecidos como águas-viva-de-pente ou carambolas-do-mar
- Equinodermos, como as Estrelas-do-mar, Serpentes-do-mar, Ouriços-do-mar, Lírios-do-mar, Bolachas-da-praia e Margaridas-do-mar. Equinodermos pré-históricos englobam †Stylophora,†Paracrinoidea, †Cystoidea, †Ophiocistioidea, †Helicoplacoidea, †Edrioasteroidea, †Blastóides e †Eocrinoidea
- †Escoriões-marinhos e †Brontoscorpio
- Echiura
- Gnathostomulida
- Gastrotricha
- Hemicordados, incluindo os †Graptólitos
- †Hyolitha
- Entoprocta
- Kinorhyncha
- Límulo
- †Lobopodia, incluindo animais como †Anomalocaris e †Opabínia
- Loricifera
- †Marrellomorpha
- †Megacheira
- Mollusca, como os Polvos, Lulas, Ostras, Mexilhões, Nautilus, Nudibrânquios e Vieiras. Moluscos pré-históricos englobam animais como †Cameroceras e †Amonóides
- Nemertea
- Phoronida
- Placozoa
- Poríferos, também conhecidos como esponjas
- Priapulida
- †Proarticulata
- Aranhas-do-mar
- Sipuncula
- †Trilobita
- †Trilobozoa
- Algumas espéces de Planárias
- Tunicata
- †Vetulicolia
- Xenoturbella
- Alguns invertebrados marinhos pré-históricos de classificação incerta, como Wiwaxia, Hallucigenia, Tullimonstrum gregarium, Dinomischus, Halkieria, Odontogriphus,Orthrozanclus, Hederellids, Cloudinids, Amiskwia, Chitinozoa, Spriggina, Rangeomorpha, Nectocaris, Pikaia, Ottoia, etc...